# Elecciones parlamentarias de Brasil de 1986
Se celebraron elecciones parlamentarias en Brasil el 15 de noviembre de 1986. Estas elecciones fueron marcadas por el definitivo regreso a la democracia tras las elecciones presidenciales de 1985, que acabaron con la victoria de Tancredo Neves del Partido del Movimiento Democrático Brasileño (PMDB); aunque tras la muerte de Neves este proceso no se detendría y después del ascenso de José Sarney (político mucho más cercano a la dictadura que Neves). Dentro del período posterior se legalizarían y registrarían más partidos: el Partido Comunista Brasileño (PCB), el Partido Comunista de Brasil (PCdoB), el Partido Socialista Brasileño (PSB) por las opciones de izquierda. El Partido del Frente Liberal (PFL) al que pertenecía Sarney, el Partido Liberal (PL) y el Partido Demócrata Cristiano (PDC).
Dentro de todo estas elecciones eran la prueba de fuego para el gobierno de transición de José Sarney, dentro de Brasil era visto como demasiado cercano a la dictadura por la izquierda y demasiado aperturista por la derecha leal al régimen. Sarney venía tratando de fortalecer al gobierno con el Plan Cruzado, para poder fortalecer la economía antes de que esta estallara y ocasionase un triunfo de la izquierda. Una de las promesas de Sarney, como forma de asegurar el triunfo del PMDB y el PFL, fue que la legislatura electa en estas elecciones sería la encargada de realizar una nueva Constitución. Dentro de este primer período de transición (parecido a una democracia pactada), estuvo presente de forma indiscutible las figuras de Ulysses Guimarâes líder del PMDB y Marco Maciel del PFL.
Como novedades para estas elecciones se permitió por primera vez el voto a los analfabetos. Los resultados dieron mayoría al Partido del Movimiento Democrático Brasileño (PMDB) obtuvo 260 de los 487 escaños en la Cámara de Diputados y 38 de los 49 escaños en el Senado, el Partido del Frente Liberal (PFL) ganó 118 escaños y 7 senadores. Lo más destacable de la jornada fue el hundimiento del Partido Democrático Social (PDS), antigua ARENA, que perdió casi 10 millones de votos y 220 escaños quedando solo con 33 escaños y el 7.42% del voto. El resto de partidos como el PT, el PDT y el PTB sacaron buenos resultados con: 16, 24 y 17 escaños.
Los miembros de ambas cámaras electos en esta elección, junto con los senadores electos en 1982 se unieron para formar una Asamblea Constituyente entre 1987 y 1988. La Asamblea elaboró una nueva constitución, que fue promulgada el 5 de octubre de 1988.

## Sistema electoral[4]
Todos los ciudadanos que tuvieran al menos 18 años de edad están calificados para votar si están registrados como electores en la circunscripción en la que residen; Quedan inhabilitados para ser registrados los dementes, presos y personas que no tengan pleno ejercicio de sus derechos políticos, así como el personal militar por debajo del grado de sargento. Los registros electorales se elaboran a nivel municipal y se revisan antes de cada elección. El voto es obligatorio, siendo la abstención sancionada con multa. Los candidatos al Congreso deben ser brasileños de nacimiento, tener pleno ejercicio de sus derechos políticos y ser miembros de uno de los partidos políticos registrados en el país, no se permiten las candidaturas de independientes. Además, los candidatos a la Cámara de Diputados deben tener al menos 21 años de edad y residir en el Estado al que se postulan, mientras que los candidatos al Senado deben tener al menos 35 años. Los casos de inelegibilidad se establecen mediante leyes complementarias. Los cargos considerados incompatibles con el mandato parlamentario incluyen una serie de altos cargos públicos y militares y ciertos puestos en corporaciones públicas o semipúblicas.
Los 487 diputados de los 23 estados del país son elegidos según un sistema de listas de partidos con escaños asignados proporcionalmente entre las listas según el método de promedio más alto. Los escaños obtenidos por cada lista se asignan posteriormente a los candidatos que hayan obtenido los votos más preferenciales emitidos por el electorado. El voto por mayoría simple se aplica a las elecciones del Senado, cada elector vota por dos candidatos (como en las elecciones de 1982) cuando se renovarán dos tercios de los escaños, y por un candidato si solo hay un tercio en juego. Los suplentes elegidos al mismo tiempo que los miembros titulares del Congreso deben ocupar los puestos que queden vacantes entre elecciones. Se lleva a cabo una elección parcial si no hay un sustituto disponible y quedan al menos 15 meses antes de que finalice el período del miembro del Congreso en cuestión.

## Resultados

### Cámara de Diputados
| Partido                            | Partido                                             | Votos      | %      | Escaños | +/–   |
| ---------------------------------- | --------------------------------------------------- | ---------- | ------ | ------- | ----- |
|                                    | Partido del Movimiento Democrático Brasileño (PMDB) | 22,633,805 | 44.99  | 260     | +60   |
|                                    | Partido del Frente Liberal (PFL)                    | 8,374,709  | 16.64  | 118     | Nuevo |
|                                    | Partido Democrático Social (PDS)                    | 3,731,735  | 7.42   | 33      | –198  |
|                                    | Partido de los Trabajadores (PT)                    | 3,253,999  | 6.47   | 16      | +8    |
|                                    | Partido Democrático Laborista (PDT)                 | 3,075,429  | 6.11   | 24      | +1    |
|                                    | Partido Laborista Brasileño (PTB)                   | 2,110,467  | 4.19   | 17      | +4    |
|                                    | Partido Liberal (PL)                                | 1,335,139  | 2.65   | 6       | Nuevo |
|                                    | Partido Demócrata Cristiano (PDC)                   | 565,021    | 1.12   | 5       | Nuevo |
|                                    | Partido Socialista Brasileño (PSB)                  | 450,948    | 0.89   | 1       | Nuevo |
|                                    | Partido Comunista Brasileño (PCB)                   | 427,618    | 0.85   | 3       | Nuevo |
|                                    | Partido Comunista de Brasil (PCdoB)                 | 297,237    | 0.59   | 3       | Nuevo |
|                                    | Partido Social Cristiano (PSC)                      | 34,228     | 0.07   | 1       | Nuevo |
|                                    | Otros Partidos                                      | 1.020.823  | 2.03   | 0       | 0     |
|                                    |                                                     |            |        |         |       |
| Votos válidos                      | Votos válidos                                       | 50.311.158 |        | –       | –     |
| Votos nulos/en blanco              | Votos nulos/en blanco                               | 18,512,433 | –      | –       | –     |
| Total                              | Total                                               | 65,823,591 | 100.00 | 487     | +8    |
| Votantes registrados/participación | Votantes registrados/participación                  | 69,309,231 | 90.64  | +8.21   | +8.21 |
| Fuente: Nohlen                     |                                                     |            |        |         |       |

### Senado
| Fiesta                                       | Votos | % | Escaños |
| -------------------------------------------- | ----- | - | ------- |
| Partido del Movimiento Democrático Brasileño |       |   | 38      |
| Partido del Frente Liberal                   |       |   | 7       |
| Partido Democrático Social                   |       |   | 2       |
| Partido Democrático Laborista                |       |   | 1       |
| Partido Municipalista Brasileño              |       |   | 1       |
| Votos inválidos/en blanco                    |       | - | -       |
| Total                                        |       |   | 49      |
| Votantes registrados/participación           |       |   | -       |
| Fuente: Nohlen                               |       |   |         |